# Hinatsu Kōnosuke
Hinatsu Kōnosuke (日夏 耿之介, 22 février 1890 - 13 juin 1971) est le nom d'auteur d'un poète japonais connu pour sa poésie romantique et gothique sur le modèle de la littérature anglaise. Son vrai nom est Higuchi Kunito.

## Biographie
Né à Iida dans la préfecture de Nagano, Hinatsu est diplômé de l'Université Waseda puis plus tard professeur de littérature anglaise à Waseda. Il est influencé par les œuvres d'Oscar Wilde et d'Edgar Allan Poe ainsi que par les écrivains japonais Mishima Yukio et Tatsuhiko Shibusawa. Il est spécialisé dans la traduction de la poésie romantique et gothique de l'anglais au japonais. Fervent catholique à la santé toujours faible, il a en permanence une image de la Vierge Marie dans sa pièce.
En 1915, Hinatsu fonde le magazine Shijin (« poètes ») avec Daigaku Horiguchi et Saijo Yaso.
En 1917, Hinatsu publie la première anthologie de ses propres œuvres, Tenshin no sho, qui combine des éléments des deux genres dans ce qu'il décrit comme « romantisme gothique ». Usant d'un symbolisme complexe, son œuvre est en nette opposition avec la poésie réaliste alors en vogue.
Son étude critique, Meiji Taisho shi shi (1929), est la première histoire scientifique de la poésie japonaise moderne et reçoit le premier prix Yomiuri en 1949.
Hinatsu est victime d'une hémorragie cérébrale en 1956 et retourne dans sa ville natale de Iida. En 1961, il accepte cependant un poste de professeur de littérature anglaise à l'Université Aoyama Gakuin et retourne à Tokyo où il réside jusqu'en 1971.
En 1986, le musée mémorial Hinatsu Kōnosuke est ouvert en son honneur à Iida, Nagano.